# Aigner-Schanze
Die Aigner-Schanzen, heute offiziell Energie AG-Skisprung Arena, befinden sich im oberösterreichischen Hinzenbach am Hausruck und besteht aus mehreren Skisprungschanzen. Zur Anlage gehören drei kleinere Schanzen der Kategorien K 10, K 20 und K 40, und eine Normalschanze der Kategorie K 85. Die Schanzen sind mit Matten belegt.

## Geschichte
Die erste Schanze wurde 1933 in Hinzenbach bei Eferding gebaut, im Sommer wurde auf Stroh gesprungen. Die Schanze wurde Ende 1930er Jahre zum Sägewerk Aigner verlegt. Eines der ersten Springen fand Ende der 1940er Jahre statt, erneut wurde auf Stroh gesprungen. Die Schanze wurde 1953 abgebaut und an einer anderen Stelle wieder als Trainingsschanze aufgebaut. 1958 wurde anstelle der alten Schanze die K 40-Schanze errichtet. Die heutige Mattenschanze wurde 1980 gebaut. Den zweiten Umbau gab es 1996, dabei wurde für den jüngeren Nachwuchs eine K 20-Schanze gebaut. Seit 1999 findet hier die Internationale Kindervierschanzentournee statt.
2006 wurde mit dem Bau einer K 85-Normalschanze begonnen, welcher durch Unwetter im September 2008 unterbrochen wurde. Dabei wurden auch die kleinen Mattenschanzen beschädigt. Die Baukosten beliefen sich nach Unwetterschäden auf 5,2 Mio. Euro.
Am 9. und 10. Oktober 2010 fand die Einweihung der neuen HS 90-Schanze (K-Punkt: 85 Meter) mit den österreichischen Meisterschaften im Skispringen und der Nordischen Kombination statt.
Am 1. Oktober 2011 fand hier das zehnte und vorletzte Springen des Sommer-Grand-Prix 2011 statt. Im Februar 2012 fanden zwei Wettbewerbe der ersten Damen-Weltcupsaison statt. Am 27. September 2015 war die Aigner-Schanze erstmals Austragungsort eines Sommer-Grand-Prix-Finales.

## Galerie

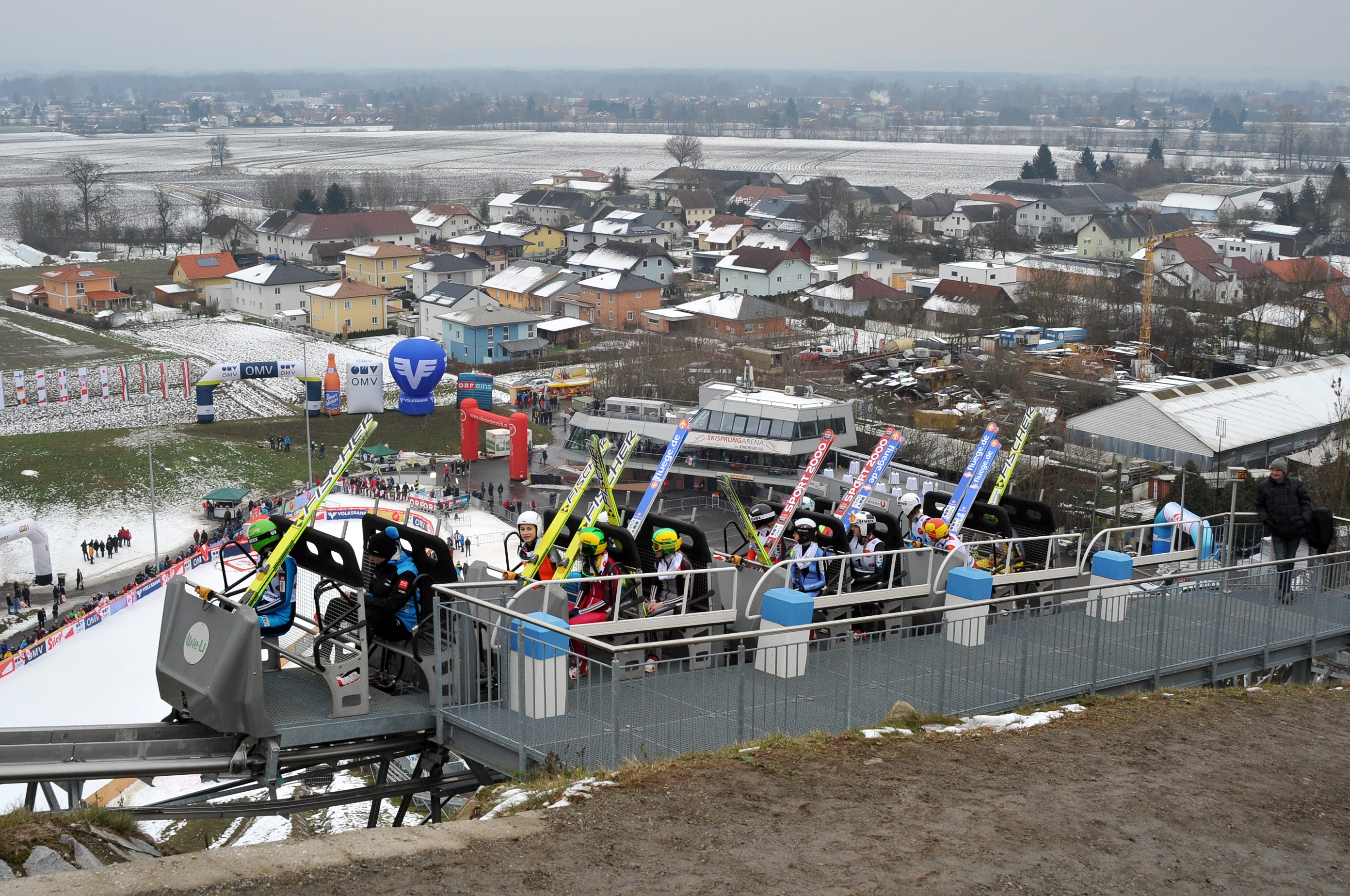
Liftanlage
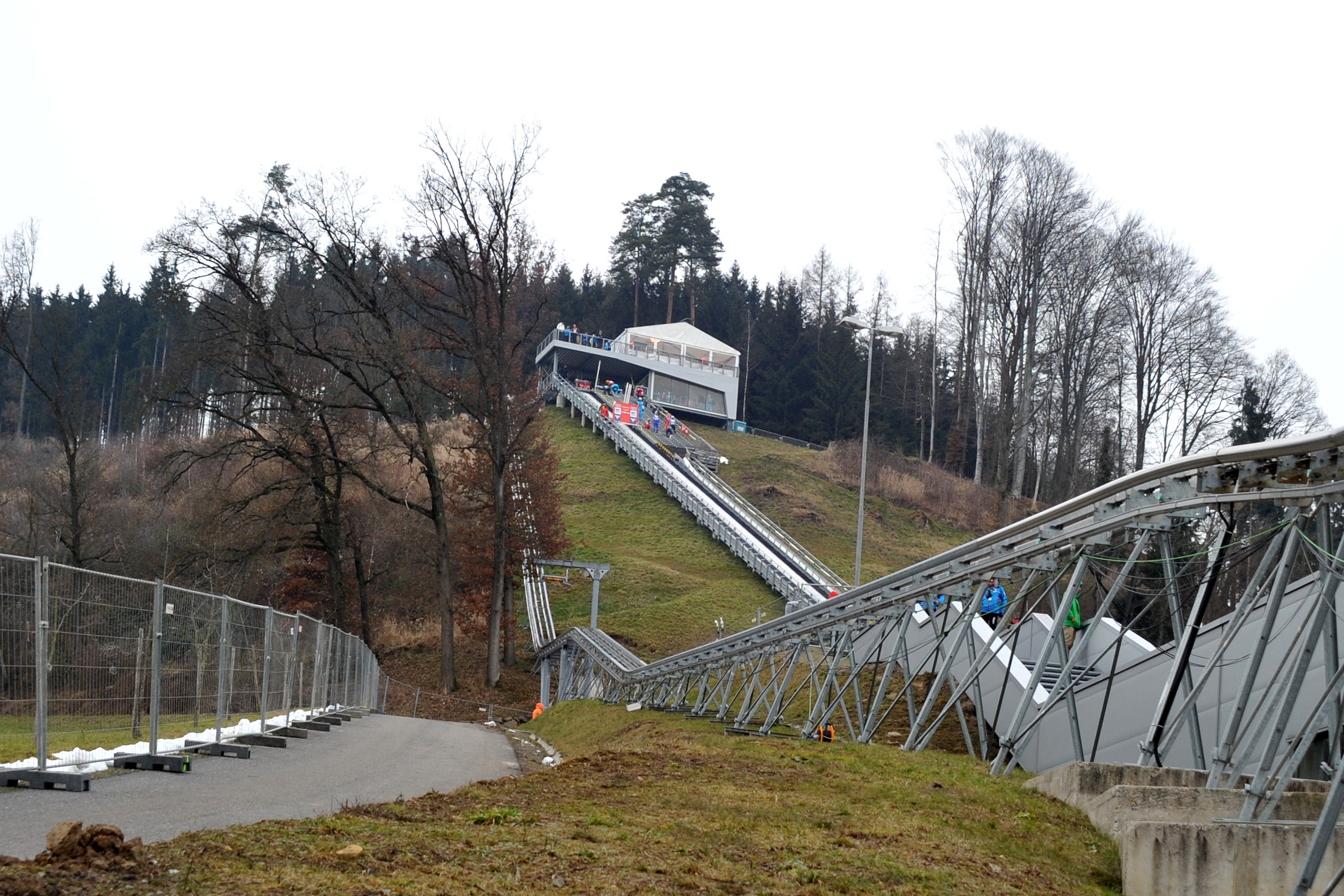
Start
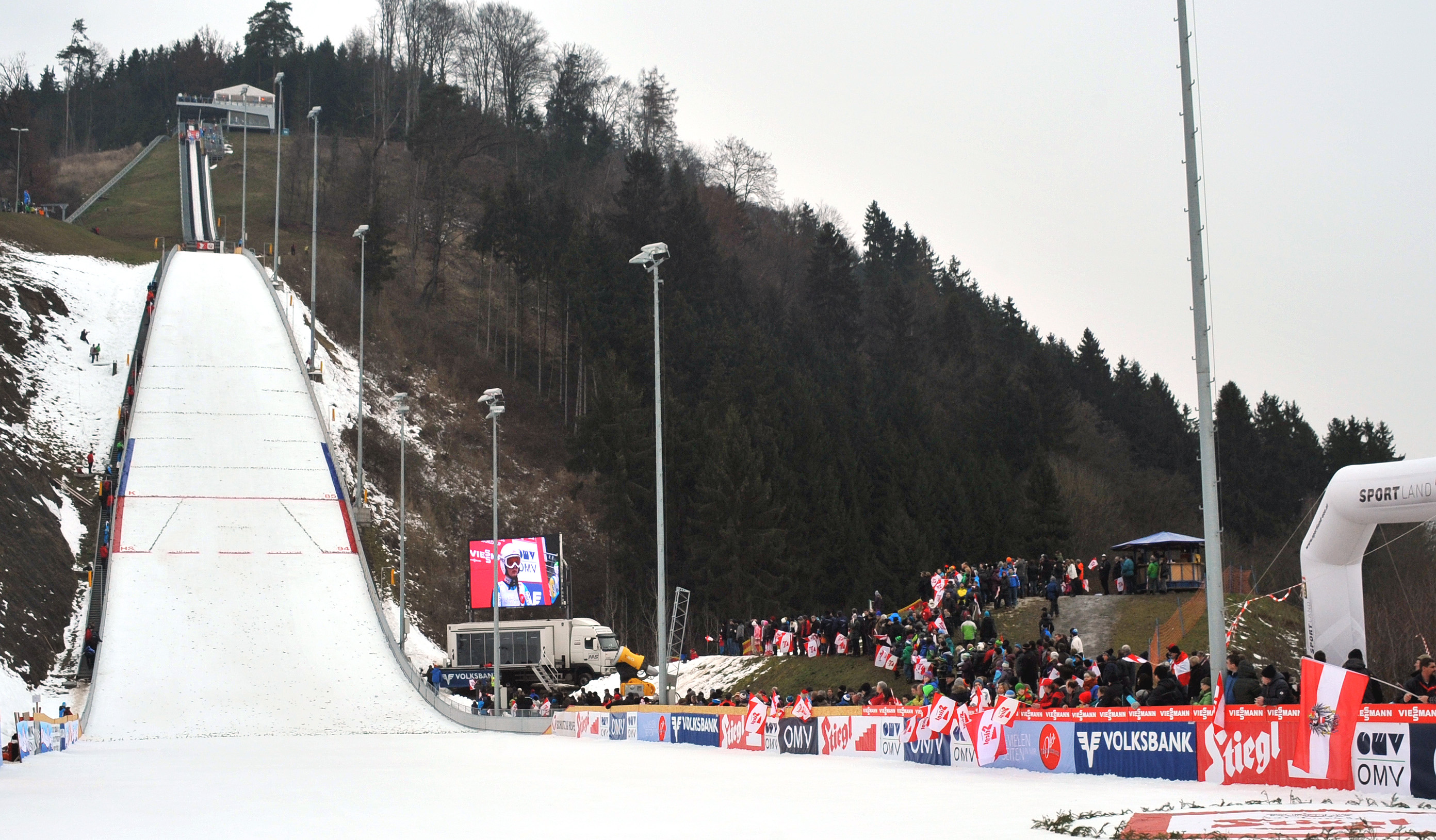
Schanze
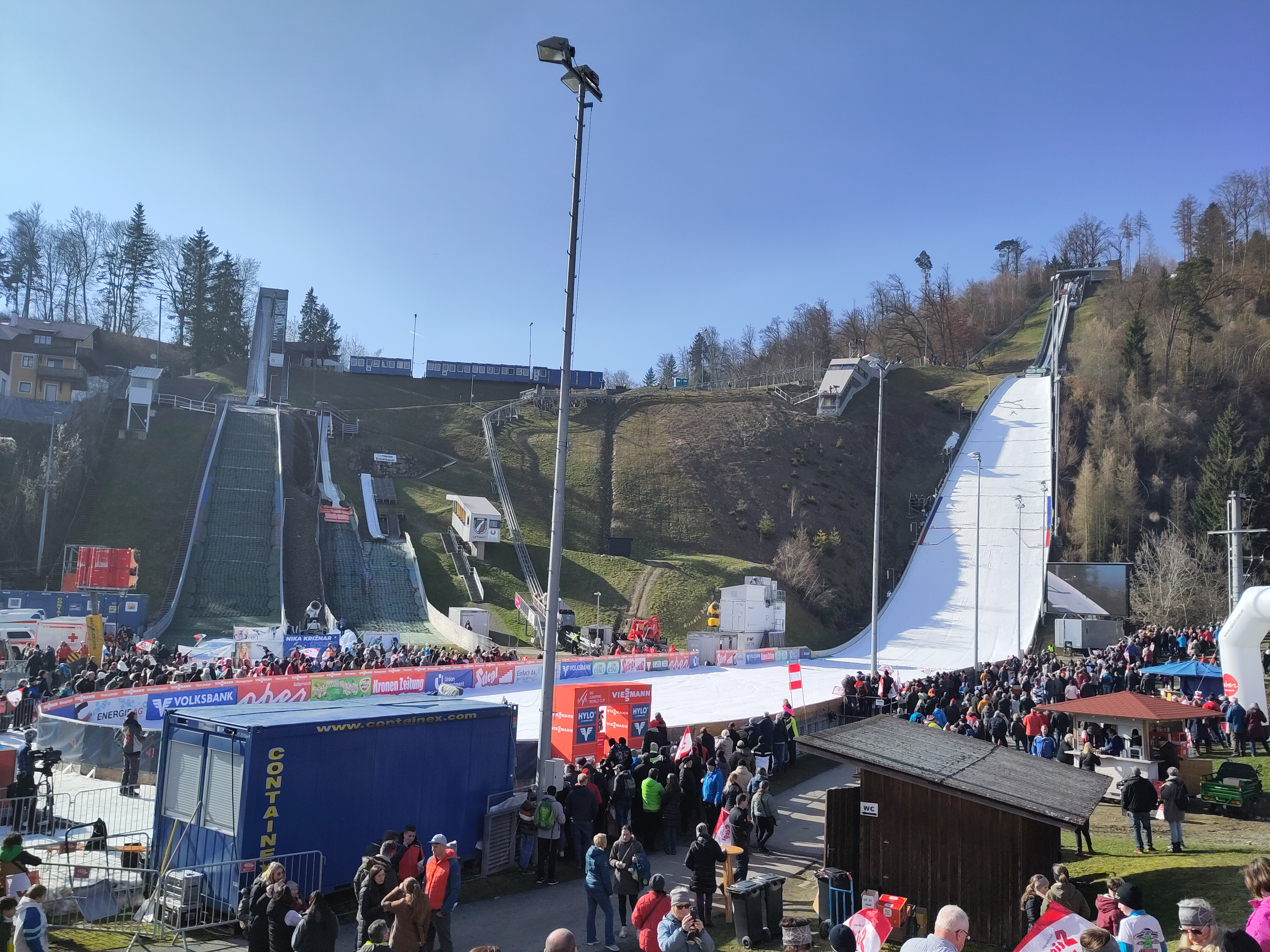
Anlage während des FIS Damenweltcup Springens